# میدان بازار (هلسینکی)

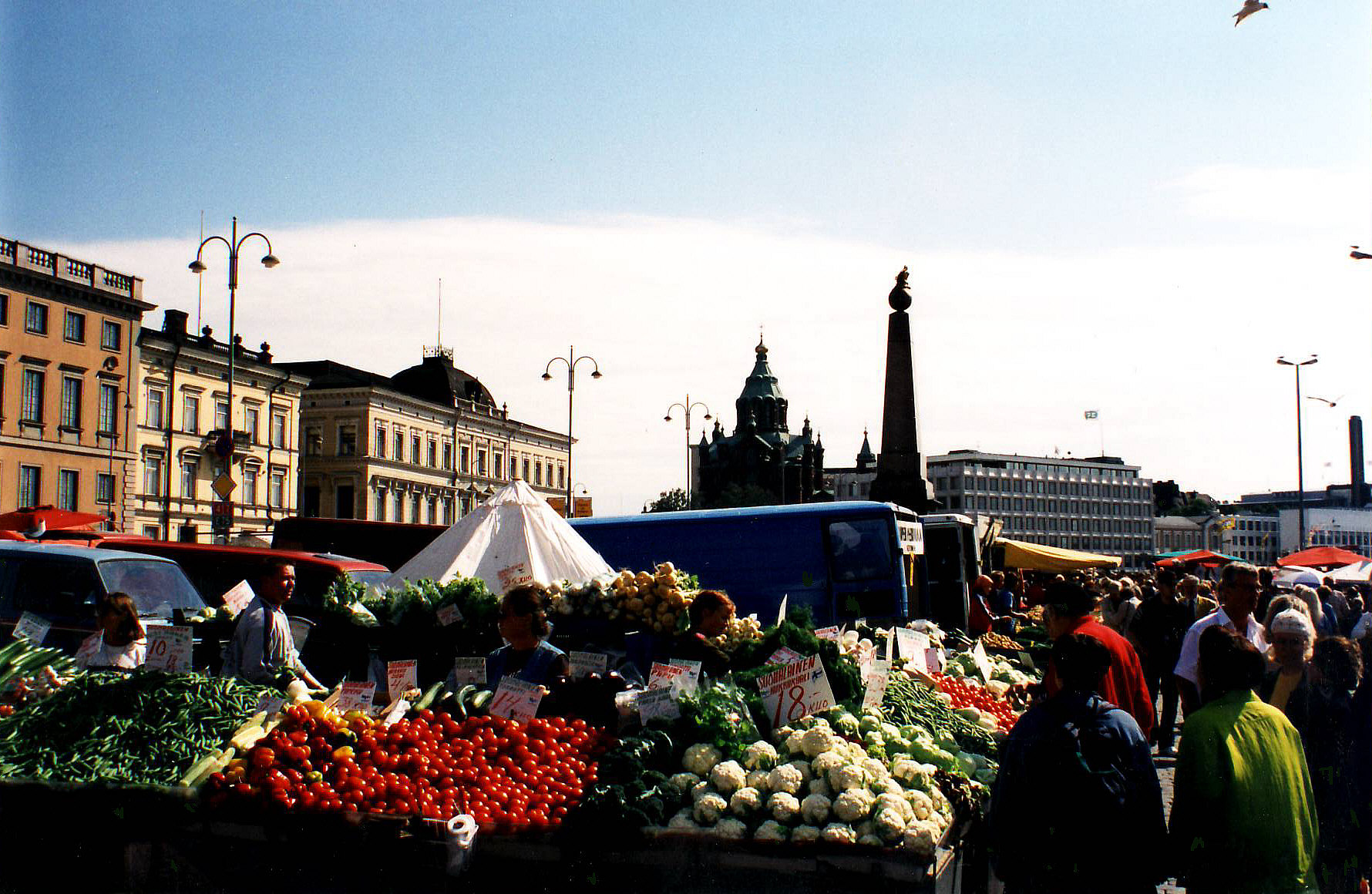
میدان بازار در ماه ژوئیه

میدانِ بازار (به فنلاندی: Kauppatori، سوئدی: Salutorget) میدانی مرکزی در هلسینکی پایتخت فنلاند است که در مرکز هلسینکی و در انتهای شرقی اسپلانادی واقع است و از جنوب با دریای بالتیک و از شرق با کاتایانوکّا همسایه است. HSL به کمک فرابری که در همهٔ روزهای سال کار می‌کند ارتباط میان میدان بازار و سوئومن‌لینّا را تأمین می‌کند و در تابستان نیز شرکت‌های خصوصی، مردم را با کشتی به سوئومن‌لینا و دیگر جزیره‌های نزدیک منتقل می‌کنند. کاخ ریاست جمهوری و ساختمان شهرداری هلسینکی در کنار میدان بازار واقع شده‌اند.

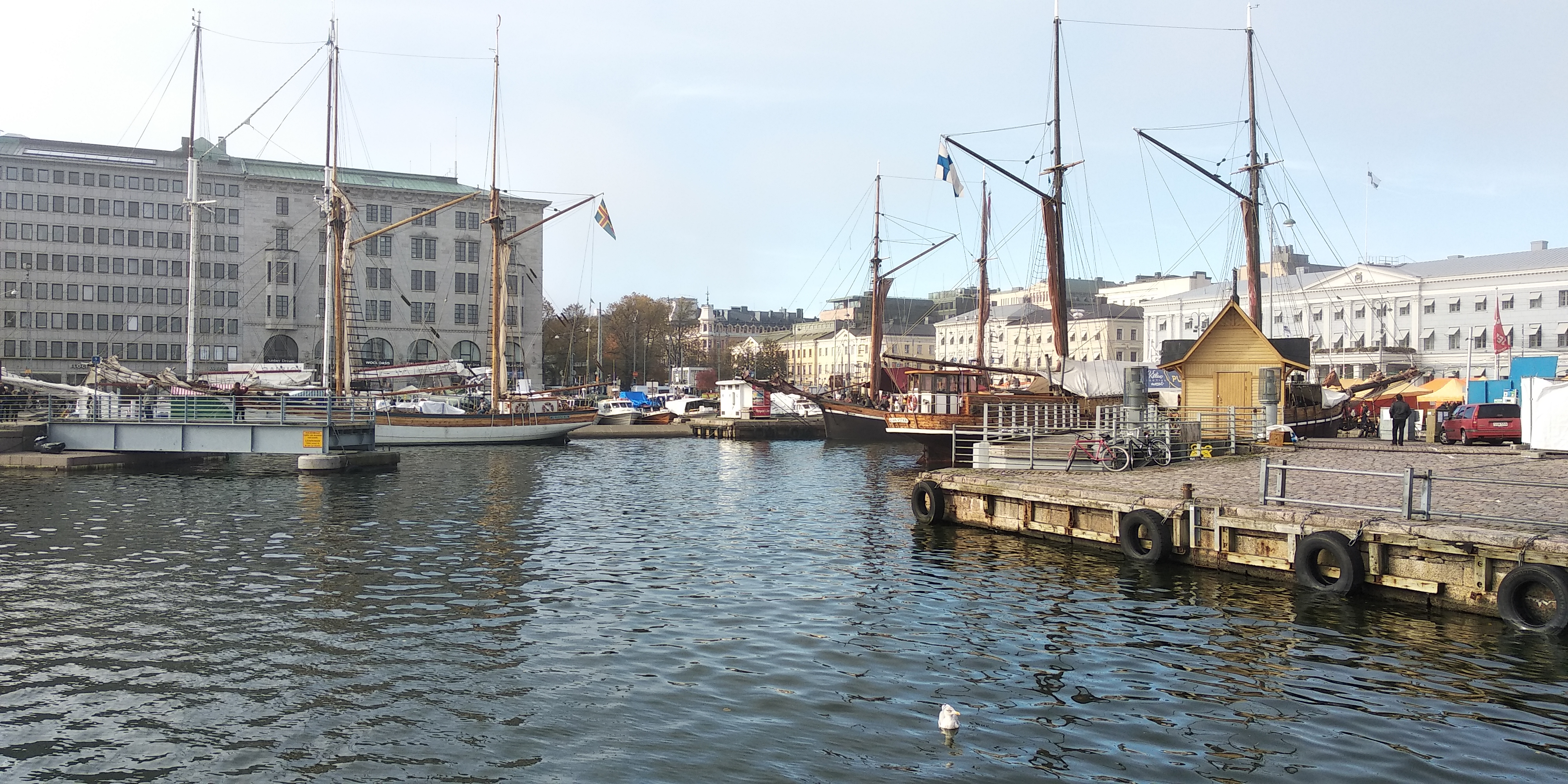
میدان بازار و بندر جنوبی

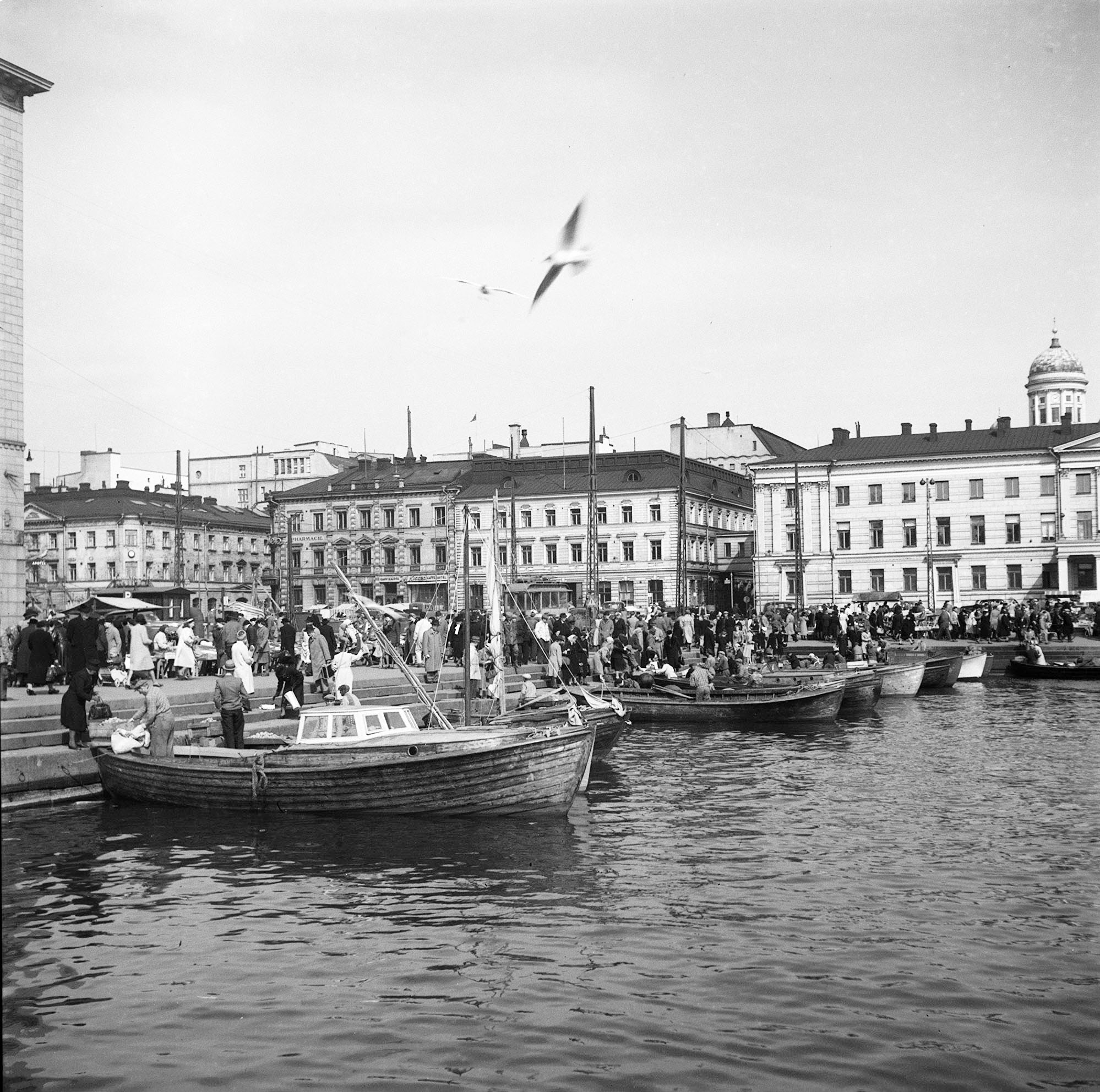
بازار هلسینکی در سال ۱۹۴۸

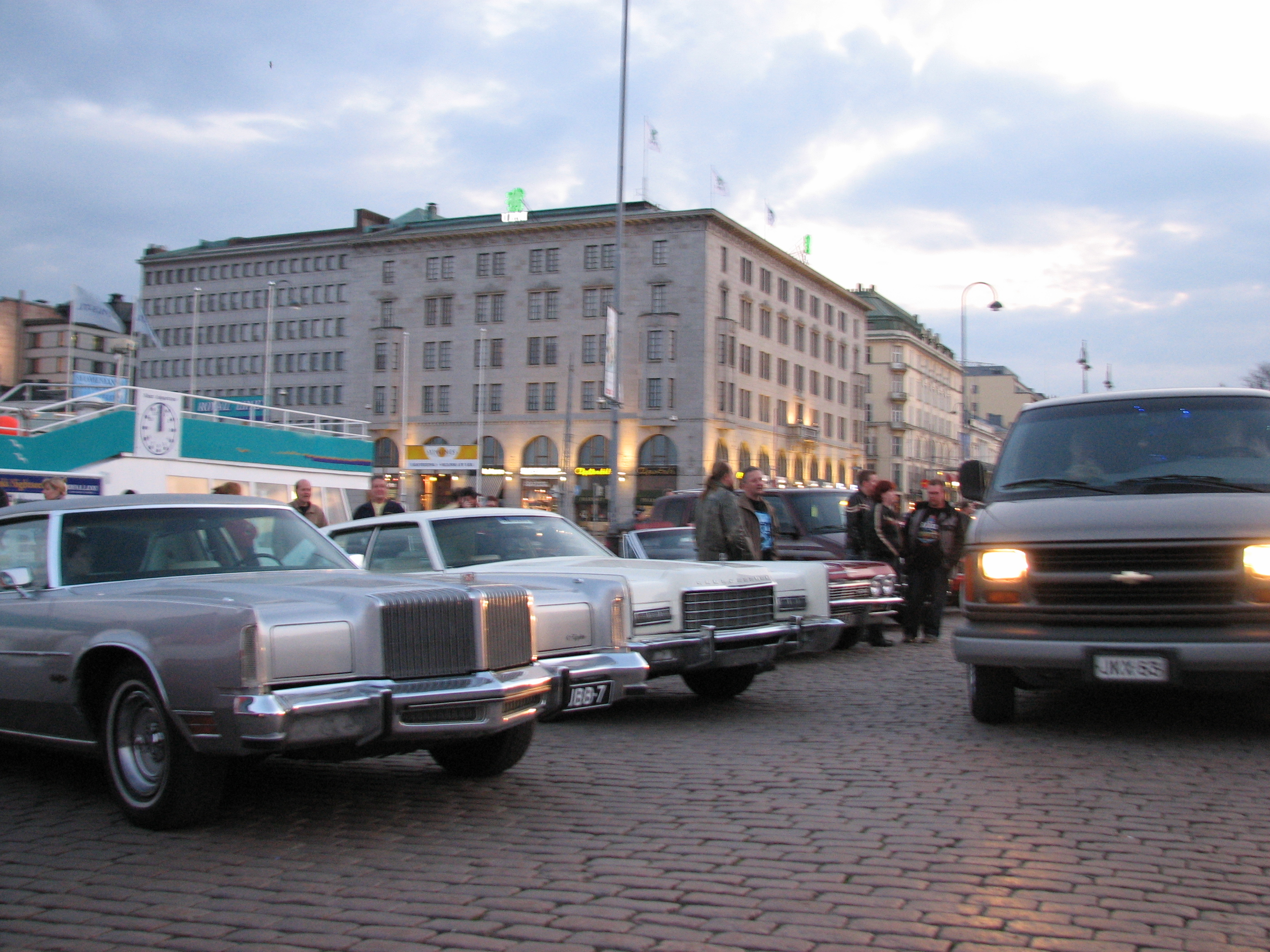
خودروهای قدیمی آمریکایی در میدان بازار در اولین جمعهٔ ماه مِی.